# كيفية الخلاص في تفسير سورة الإخلاص
كيفية الخلاص في تفسير سورة الإخلاص هو أحد كتب التفسير وعلوم القران، يتحدث فيه مؤلفه ابن تيمية (661-728) عن تفسير سورة الإخلاص، واقوال أهل العلم فيها، وذكر فضائلها وما فيها من الدلائل البينات على وحدانية الله سبحانه وتعالى، ويفند ابن تيمية في تفسيرها اقوال المبطلين من أهل الملل والنحل الأخرى الذين انحرفوا وضلوا في تفسير وحدانية الله فدعوا له شريك. يعد الكتاب رسالة مستقلة من مجموع فتاوى ابن تيمية، فسّر فيها سورة الإخلاص مبينًا ما اشتملت عليه من تقرير توحيد الله تعالى، وبيان ضلال اليهود والنصارى في تعبيرهم عن الربّ، وغير ذلك من المعاني المتعلّقة بذلك.

## وصلات خارجية
- تحميل كيفية الخلاص في تفسير سورة الإخلاص لابن تيمية المكتبة الوقفية